# Technique d'animation
Pour un historique des techniques d'animation, voir Histoire du cinéma d'animation.
 (janvier 2021).
L'animation regroupe tous les films (ou séries) dans lesquels on donne vie à des objets inertes. En partant de ce principe, les facettes de l'animation sont pratiquement sans limite et aujourd'hui encore de nouvelles techniques apparaissent.

## Généralités

### Outils communs
Quels que soient les médiums et techniques utilisés pour l'animation, des outils communs restent utilisés pour la réalisation d'un projet.
Pour décrire le déroulement d'un film lors de son élaboration, deux outils sont indispensables :
- Le scénarimage ou storyboard, aussi utilisé pour les films en prises de vue réelles, sert à décrire tous les plans du film par des croquis, et à indiquer les dialogues qui y figurent,
- La feuille d'exposition décrit pour chaque plan, image par image, les décors, objets ou dessin et leur ordonnancement, ainsi que les bruitages.

Dans la majorité de ces techniques :
- L'animatique, permettant d'avoir une prévisualisation relativement brute du film, à partir du scénarimage.
- La feuille de modèle, décrivant les caractéristiques graphiques des différents éléments à animer.

## Inventaire des techniques d'animation
Bien qu'il soit possible de réaliser des films en utilisant une technique unique, les cas de mélange de techniques d'animation sont nombreux et pour certains très anciens. Ladislas Starewitch combinait dans les années 1920 acteurs et marionnettes animées. Les studios Disney ont très vite saisi l'intérêt de mixer personnages dessinés et acteurs (Fantasia, Les Trois Caballeros, Mary Poppins, etc.) jusqu'à Qui veut la peau de Roger Rabbit, paroxysme de l'animation mixte.
Certaines de ces techniques sont moins connues que le dessin animé ou l'animation en volume, car issues de l'expérimentation de quelques artistes indépendants. Bien qu'elles utilisent le principe fondamental de la prise de vues image-par-image, ces techniques tendent à transcender les médiums traditionnels de l'animation, voire à s'affranchir des outils de captation des images et des sons (grattages sur pellicules de Norman McLaren) inhérents au cinéma. Il existe donc autant que techniques d'animation qu'il existe de médiums, chacun influençant ou contraignant les conditions de prises de vues, et surtout la narration même des films.

### Dessin animé
Les techniques classiques les plus utilisées sont des décors peints sur papier, des personnages et objets mouvants dessinés et gouachés sur celluloïd (feuille transparente d'acétate de cellulose). Mais il existe aussi d'autres techniques comme l'animation de personnages sur des feuilles de papiers, coloriés à la craie ou aux crayons de couleur comme la série d'animation Junior.
L'animation peut être qualifiée de « partielle » si la transition entre les différentes images sont intentionnellement visibles ou perceptibles : les images intervallaires entre les moments clés ne sont alors pas réalisées et permettent partiellement ou pas la persistance rétinienne.
Dans les années 1990, l'informatique a bouleversé les techniques traditionnelles, et aujourd'hui la plupart des dessins animés sont partiellement ou entièrement réalisés par ordinateur (Voir 2D numérique).
Le Conte des contes, de Youri Norstein (URSS, 1979, 30 min), est considéré par la critique internationale comme le meilleur film d'animation ayant jamais été réalisé.

#### Exemples
Liste de quelques-uns des plus célèbres longs métrages d'animation ou ayant marqué son histoire :
- El Apóstol, Quirino Cristiani (Argentine — 1910), plus ancien long métrage connu, aujourd'hui détruit
- Les Aventures du prince Ahmed, Lotte Reiniger, (République de Weimar - 1926)
- Le Nouveau Gulliver, Alexandre Ptouchko, (URSS - 1935)
- Blanche-Neige et les Sept Nains, Walt Disney (É.U. - 1937)
- Les Voyages de Gulliver, Dave et Max Fleisher (É.U. - 1939)
- La Ferme des animaux, John Halas et Joy Batchelor (G.B. - 1954)
- La Reine des neiges, Lev Atamanov (URSS - 1957)
- Le Serpent blanc, Taiji Yabushita (Japon - 1958)
- Le Roi des singes, Wan Lai-Ming et ses frères (Chine - 1961/1964)
- Yellow Submarine, George Dunning (GB - 1968)
- Horus, prince du Soleil, Isao Takahata (Japon - 1968)
- Fritz le chat, Ralph Bakshi (É.U. - 1972)
- La Planète sauvage, René Laloux (France - 1973)
- Le Roi et l'Oiseau, Paul Grimault (France - 1980)
- Métal Hurlant, Gerald Potterton (en) (Canada - 1981)
- The Wall, Alan Parker, (Royaume-Uni - 1982)
- Nausicaä de la vallée du vent, Hayao Miyazaki (Japon - 1984)
- Mon voisin Totoro, Hayao Miyazaki (Japon - 1988)
- Le Tombeau des lucioles, Isao Takahata (Japon - 1988)
- Akira, Katsuhiro Otomo (Japon - 1988)
- Porco Rosso, Hayao Miyazaki (Japon - 1992)
- Pompoko, la révolte des tanukis, Isao Takahata (Japon - 1993)
- L'Étrange Noël de monsieur Jack, Henry Selick (scenario original et directeur artistique Tim Burton) (É.U. - 1993)
- Ghost in the Shell, Mamoru Oshii (Japon - 1995)
- Princesse Mononoké, Hayao Miyazaki (Japon - 1997)
- Kirikou et la Sorcière, Michel Ocelot (France - 1998)
- Mes voisins les Yamada, Isao Takahata (Japon - 2000)
- Mari Iyagi, Lee Sung-Gang (Corée du Sud - 2001)
- Les Triplettes de Belleville, Sylvain Chomet (France - 2003)
- Jours d'hiver, Kihashiro Kawammoto (International - 2003)
- Tokyo Godfathers, Satoshi Kon (Japon - 2003)
- Valse avec Bashir, Ari Folman (Israël - 2008)

### Animation en volume (ou stop motion)
L'animation en volume est l'appellation d'une technique utilisant la prise de vues image par image sur un décor où l'on déplace ou transforme un ou plusieurs objets en enregistrant un unique photogramme de chacune des positions successives. Découverte en 1906 par le comédien américain James Stuart Blackton, après son invention de la technique du dessin animé.
Ses pionniers les plus célèbres sont Ladislas Starevitch (dès 1910) et Willis O'Brien (1933) qui utilisent des personnages du type marionnette. Le talent d'O'Brien est sollicité pour créer des séquences d'animation dans des films en prise de vues réelles. Cette discipline utilisant une caméra d'animation est sans cesse améliorée par des artistes comme Ray Harryhausen (Jason et les Argonautes), Phil Tippett (Star Wars) jusqu'à l'avènement des techniques numériques et l'animation par ordinateur.
La République tchèque (ex-Tchécoslovaquie), berceau d'une tradition séculaire de la marionnette, s'illustre tout particulièrement dans l'animation de volumes. L'école tchèque, menée par Jiří Trnka, Jiří Brdečka, Břetislav Pojar ou encore Karel Zeman dans les années 1960, engendre ensuite des artistes majeurs du cinéma d'animation : Jan Švankmajer, Jiří Barta, entre autres.
Des artistes anglais indépendants popularisent cette technique au sein de films totalement animés dans les années 1980 et au début des années 1990 : Paul Berry (The Sandman), Nick Park (Wallace & Gromit), Barry Purves (Screen Play), les frères Quay (La Rue des Crocodiles) jusqu'à contaminer de grosses productions américaines, produites par un autre adepte de l'animation en volume, Tim Burton.
De nombreux films d'animation en volume utilisent l'animation de pâte à modeler, où les personnages, objets et décors sont réalisés et animés grâce à une substance malléable telle que la pâte à modeler ou le latex.

#### Exemples
Quelques longs métrages :
- Le Roman de Renard de Ladislas Starevitch (1937 - 1941)
- Les Vieilles Légendes tchèques de Jiří Trnka (1952)
- Jason et les Argonautes, Don Chaffey (Royaume-Uni et États-Unis - 1963)
- Alice de Jan Švankmajer (1988)
- L'Étrange Noël de Monsieur Jack, Henry Selick (1993)
- James et la pêche géante de Henry Selick (1999)
- Chicken Run, Peter Lord (2000)

### Papier découpé
Technique plus économique que celle du dessin animé, elle est très utilisée par les réalisateurs indépendants. Elle peut se diviser en deux tendances : l'animation d'éléments découpés et articulés, et l'animation de dessins découpés en phases. Cette dernière approche fut celle choisie par René Laloux pour son premier long métrage, La Planète Sauvage, en 1973.
Dans l'autre tendance, on trouve quelques-uns des plus grands cinéastes d'animation actuels : Michel Ocelot, en France, et surtout Youri Norstein, en Russie, dont le film Le Conte des contes a par ailleurs été classé « meilleur film d'animation de tous les temps » aux Olympiades de l'animation de 1984.
On peut distinguer plusieurs variantes. En premier lieu, l'animation de silhouettes, réalisé en papier noir sur banc-titre rétro-éclairé (éclairé par en dessous par une table lumineuse, souvent avec des pantins plats articulés à l'aide d'attaches parisiennes ou autres systèmes destinés à permettre l'articulation. Ce type de film est l'héritier du théâtre d'ombres dont il reprend les principes au cinéma (ombres chinoises éclairées par derrière). Une des pionnières de ce type de film est l'Allemande Lotte Reiniger (1899-1981) qui a créé des dizaines de films, dont le long métrage très acclamé Les Aventures du prince Ahmed (1926) ; son travail pose dès 1919 les bases fondamentales de l'animation de silhouettes. Ce style a été repris par le réalisateur français Michel Ocelot dans différents courts métrages ainsi que dans son film Princes et Princesses. Pour la série Dragons et Princesses, Michel Ocelot reprend les principes du film de silhouette mais remplace la fabrication papier par l'ordinateur, pour aboutir à un résultat similaire mais plus lissé. Il est à noter qu'aussi bien pour les premiers films de Lotte Reiniger que les plus récents de Michel Ocelot, les sujets abordés tournent autour du conte (traditionnel ou revisité), un peu comme le faisait déjà le théâtre d'ombres.
Dans les travaux de Lotte Reiniger, la couleur est employée plusieurs fois, soit en colorisant les films, soit en filmant directement des fonds présentant diverses déclinaisons d'une même couleur. Au Japon, Noburō Ōfuji approfondit l’animation de silhouettes en utilisant du papier japonais légèrement transparent et coloré, orné de motifs traditionnels, le Chiyogami, afin de créer un cinéma de goût typiquement japonais ; il écrit lui-même que « les belles couleurs du chiyogami contiennent l’élégance unique du Japon traditionnel »,.
La seconde variante est le film à partir d'éléments découpés dans des journaux, des revues, des photos, etc. Exemple : Ceci est un message enregistré (1973) de Jean-Thomas Bédard (Canada). La dernière variante est le film à partir d'éléments dessinés.
Au XXIe siècle, la technique d'animation de la marionnette en papier découpé sous caméra, articulée mais animée en deux dimensions, a trouvé un nouveau souffle grâce au numérique. Utilisée dans des logiciels plus traditionnellement consacrés au compositing ou aux contenus multimédias dynamiques, elle est choisie sur des productions où rapidité et économie de moyens s'imposent et a ainsi gagné la faveur des séries télé.
Dans ces logiciels utilisant un système de calques, les différents éléments de la marionnette (bras, avant-bras, buste, cuisse, etc) sont séparés et liés par des articulations virtuelles (où l'on aurait mis un fil ou une attache anglaise). La marionnette est créée une fois pour toutes et réutilisée dans chaque plan.

#### Exemples
Longs métrages :
- La Planète sauvage de René Laloux
- Les Aventures du prince Ahmed (Die Geschichte des Prinzen Achmed, 1926) de Lotte Reiniger

Quelques courts métrages :
- Le Hérisson dans le brouillard de Youri Norstein
- Le Conte des contes de Youri Norstein
- Les Trois Inventeurs de Michel Ocelot
- La Baleine (Kujira) de Noburō Ōfuji

### Pixilation
La pixilation (de l'anglais pixilated : ivre, possédé) consiste à animer un personnage réel ou un accessoire de cinéma d’une manière pratiquement impossible à filmer en temps réel (personnage humain qui marche les pieds joints, table de repas qui se dresse toute seule), en utilisant la prise de vues image par image. Le premier film employant cette technique est signé de l'inventeur du dessin animé sur pellicule photographique, James Stuart Blackton : The Haunted Hotel (L'Hôtel hanté), réalisé en 1907. Le Français Émile Cohl, qui avait compris comment Blackton avait opéré pour Humorous Phases of Funny Faces et qui avait alors réalisé son premier dessin animé : Fantasmagorie, confectionna un film de pixilation : Jobard ne peut pas voir les femmes travailler (1911).
Le Canadien Norman McLaren lui a donné en 1952 ses titres de noblesse dans son célèbre Voisins.
En France, quelques artistes s'y sont essayés, comme Jean-Pierre Jeunet ou Jan Kounen (dans Gisèle Kérozène).

#### Exemples
- Voisins de Norman McLaren.
- Gisèle Kérozène de Jan Kounen.

### 2D numérique
Souvent utilisée en complément, ou à la place de la technique du dessin animé traditionnel, la 2D numérique peut en imiter le rendu, en animant par ordinateur des images numériques.

### Animation 3D
Les images générées par ordinateurs ont constitué une grande révolution dans le cinéma d'animation international. Considérée dès le début, et jusqu'à très récemment, comme pervertissant les fondements artistiques et artisanaux de l'animation, l'animation numérique en 3D est devenu aujourd'hui la technique la plus utilisée dans le monde. Peu coûteuse, rapide, potentiellement illimitée, elle a ouvert des champs jusque-là inexplorés tant d'un point de vue esthétique qu'économique.
On retiendra juste, historiquement, qu'après avoir été développées sous couvert scientifique, les images de synthèse ont intégré le cinéma sous l'impulsion d'un homme en particulier, John Lasseter. Son premier court métrage, Luxo Junior a prouvé que les images numériques pouvaient véhiculer des émotions.

#### Exemples
Un long métrage référence :
- 1995 : Toy Story, réalisé par John Lasseter, premier long métrage réalisé entièrement sur ordinateur ;

Lui succéderont une série de longs métrages conçus au sein du studio fondé par John Lasseter et Steve Jobs (PDG d'Apple), Pixar Animation Studios, dont le plus récent Soul confirme le succès des images de synthèse.
Côté « court », quelques artistes sortent du lot :
- le Canadien Chris Landreth (Ryan)
- les Français Pierre Coffin et Jérôme Boulbès.

Les images de synthèse sont par ailleurs désormais omniprésentes dans les films de prise de vues réelles pour générer des effets spéciaux de plus en plus spectaculaires et photoréalistes, voire pour en remplacer totalement les acteurs ou les décors.

### Peinture animée
La peinture animée sur papier ramène à la technique du dessin animé. En revanche la peinture sur verre est une approche tout à fait singulière car elle permet des effets visuels, des esthétiques fortes, des variations de profondeur de champ et d'éclairages presque infinies. Elle impose toutefois que chaque image soit éphémère, une image disparaissant après avoir été filmée au profit de la suivante et ainsi de suite.
Quelques artistes majeurs :
- Alexander Petrov, cinéaste russe passé maître dans l'adaptation d'œuvres littéraires : Le Rêve d'un homme ridicule, Le vieil homme et la mer, La Sirène.
- En France, Florence Miailhe représente presque à elle seule cette discipline remarquable.

### Animation sur la pellicule
Il est possible de créer des animations sans utiliser un support de captation, directement en agissant, par peinture ou grattage, sur le support pelliculaire d'un film. Le grattage de pellicule est notamment utilisée par Norman McLaren et Len Lye.

### Cinemagraph
Le cinemagraph est une photographie numérique animée en boucle, le plus souvent au format GIF.

### Animation de sable
Il s'agit de déposer du sable sur du verre, puis de manipuler la couche de sable avec les doigts ou divers outils

### Écran d'épingles
Un écran d'épingles est un dispositif composé d'un écran blanc à travers lequel de nombreuses épingles noires pouvant coulisser indépendamment, et d'une lumière mettant en valeur leurs différences de hauteur. L'artiste peut ainsi pousser des épingles afin de former une image en relief, accentuée par les ombres. Quelques réalisateurs tels que Alexandre Alexeïeff, Michèle Lemieux et Claire Parker ont conçu des films d'animation en utilisant ce dispositif.